# Rainbow (KEYTALKのアルバム)
『Rainbow』（レインボー）は、日本のロックバンド、KEYTALKの通算5枚目 のオリジナルアルバム。2018年3月7日にGetting Betterから発売された。

## 概要
前作『PARADISE』から約1年ぶりのオリジナルアルバム。初回限定盤と通常盤の2形態で発売。
初回限定盤には、昨年12月に行われたツアー「KEYTALK 灼熱の小旅行 運転技術向上委員会 冬の陣 〜ハンドルを片手に〜」 の最終公演であるSHIBUYA CLUB QUATTRO公演の映像と、今作のアルバム制作のミーティングやツアーの移動間の映像が収録されたDVDが付属された。
小野曰く「昨年の横浜アリーナ公演終了後からデモ製作が始まり、最初からテーマを決めず作りながら全貌が見えてきた」と語っており、首藤も「とにかく強い曲を作りたい。「ロトカ・ヴォルテラ」のようにダークでとがっていてクールでかっこいいモードに引っ張られた」と語っている。

## 収録曲
1. ワルシャワの夜に
作詞・作曲：首藤義勝
KEYTALK初の冠番組であるTOKYO MX系「ACTALK〜シモキタクレイジーピーポー〜」オープニングテーマであり[5]、またJVCヘッドフォン「JVCヘッドホン『XX～タフに鳴る』パラレルビデオ」イメージソングとして起用された[6]。後者の「パラレルビデオ」といわれるスペシャルムービーがYouTubeで公開されており、いろいろな年代をイメージして制作されている[7]。曲名にある「ワルシャワ」とは、ポーランドの首都のこと。
2. 暁のザナドゥ
作詞・作曲：首藤義勝
ミュージック・ビデオが制作された。
3. ロトカ・ヴォルテラ
作詞・作曲：首藤義勝
メジャー13thシングル。テレビ朝日系「お願い!ランキング」1月度エンディングテーマ[8]。
4. セツナユメミシ
作詞・作曲：首藤義勝
メジャー12thシングル。NHK Eテレ系テレビアニメ「境界のRINNE」第3シリーズ 後期オープニングテーマ[9]。
5. nayuta
作詞：首藤義勝、作曲：小野武正
6. 雨宿り
作詞・作曲：首藤義勝
7. 黄昏シンフォニー
作詞・作曲：寺中友将
メジャー11thシングル。TBS系テレビドラマ「3人のパパ」主題歌[10]。
8. テキーラキラー
作詞・作曲：八木優樹
9. ミッドナイトハイウェイ
作詞・作曲：寺中友将
10. Rainbow Road
作詞・作曲：寺中友将
ANA「音楽と旅が大好きだ #KEYTALKとANA旅」キャンペーンソング第2弾[11]。
11. 旅立ちのメロディ
作詞・作曲：寺中友将
12. FLOWER
作詞・作曲：首藤義勝
首藤曰く、家族に対する愛をテーマにした曲であると語っている[4]。

### DVD（初回限定盤のみ付属）
- 「灼熱の小旅行 運転技術向上委員会 冬の陣 〜ハンドルを片手に〜」2017.12.18 at SHIBUYA CLUB QUATTRO ライブ映像

| #   | タイトル                   | 作詞 | 作曲・編曲 |
| --- | -------------------------- | ---- | ---------- |
| 1.  | 「夕映えの街、今」         |      |            |
| 2.  | 「ナンバーブレイン」       |      |            |
| 3.  | 「fiction escape」         |      |            |
| 4.  | 「バミューダアンドロメダ」 |      |            |
| 5.  | 「color」                  |      |            |
| 6.  | 「A型」                    |      |            |
| 7.  | 「ASTRO」                  |      |            |
| 8.  | 「sympathy」               |      |            |
| 9.  | 「S.H.S.S.」               |      |            |
| 10. | 「キュビズム」             |      |            |
| 11. | 「タイポロジー」           |      |            |
| 12. | 「MATSURI BAYASHI」        |      |            |
| 13. | 「zero」                   |      |            |
| 14. | 「MONSTER DANCE」          |      |            |
| 15. | 「a picture book」         |      |            |
| 16. | 「太陽系リフレイン」       |      |            |
| 17. | 「MABOROSHI SUMMER」       |      |            |
| 18. | 「Summer Venus」           |      |            |
| 19. | 「YURAMEKI SUMMER」        |      |            |
| 20. | 「アワーワールド」         |      |            |

- KEYTALK TV 2017年のKEYTALKたち「Rainbow」ができるまで&灼熱の小旅行〜運転自撮りツアー〜